# Vitvär
Vitvär är ett fiskeläge i Gotlands kommun i Gotlands län, beläget i Ardre socken på Gotlands östkust strax norr om Ljugarn.
Fiskeläget består av ett tjugotal bodar, från 1700-, 1800- och 1900-talen. De äldsta bodarna är av sten och har flistak. Varje båtlag hade sin bod, som rymde fyra sovplatser. Vitvär fanns med i gamla bouppteckningar från slutet av 1700-talet, men på kartor 1888 fanns det inte utsatt som fiskeläge. Fiskeläget användes av bönderna i Ardre socken.
Vid Vitskär fiskades strömming under höst och vår, lax under senvåren, flundra under sensommaren, samt torsk på hösten.
Bodarna har under 1900-talet upprustats och utnyttjas i dag som fritidshus och området fungerar även som en sevärdhet för Ljugarns badgäster längs vägen till Folhammar.
Fisket i Vitvär bestod av lekströmming under höst och vår, flundra under perioden midsommar till september, medan hösten ägnades åt torskfiske och perioden april till juni åt lax.